# Santa Cruz (Kap Verde)
Santa Cruz ist ein Concelho (Landkreis) auf den Kapverdischen Inseln. Er liegt im Nordosten der Insel Santiago etwa 25 Kilometer nordwestlich der Inselhauptstadt Praia und gehört zum Verwaltungsgebiet der Inselgruppe Ilhas de Sotavento. 2010 hatte Santa Cruz etwa 27.000 Einwohner, im Jahr 2023 gab das Instituto Nacional de Estatística die Einwohnerzahl im Kreis mit 25.152 an. Der Hauptort, mit den wichtigsten Verwaltungseinrichtungen des Landkreises, ist Pedra Badejo mit rund 10.000 Einwohnern.

## Geschichte
Der Kreis von Santa Cruz wurde am 22. März 1971 von der portugiesischen Kolonialverwaltung eingerichtet, durch Ausgliederung zweier Gemeinden des Kreises von Praia (Santiago Maior und São Lourenço dos Órgãos). Man reagierte so auf die gewachsene Bevölkerung hier, die damit kürzere Wege und eine bessere Verwaltung erhielt.
2005 wurde eine Gemeinde im Süden des Kreises ausgegliedert, um den neuen Kreis São Lourenço dos Órgãos zu schaffen.

## Verwaltungsgliederung
Der Kreis (Concelho) von Santa Cruz besteht nur aus einer Gemeinde (Freguesia), Santiago Maior. Hauptsitz der Verwaltung ist Pedra Badejo, in den Ortschaften Achada Fazenda, Achada Igreja und Cancelo bestehen Zweigstellen der Kreisverwaltung von Santa Cruz.
24 Ortschaften liegen im Kreis Santa Cruz:
- Achada Laje
- Achada Bel Bel
- Achada Fazenda
- Achada Ponta
- Boaventura
- Boca Larga
- Cancelo
- Chã de Silva
- Julangue
- Lebrão
- Matinho
- Monte Negro
- Pedra Badejo
- Porto Madeira
- Rebelo
- Renque Purga
- Ribeirão Almaço
- Ribeirão Boi
- Ribeira Seca
- Rocha Lama
- Santa Cruz
- Serelho
- São Cristóvão
- Saltos Abaixo

## Partnerstädte
- Portugal: Sines (seit 1993)[4]
- Portugal: Aveiro (seit 1993)[5]
- Portugal: Albergaria-a-Velha (seit 2021)[6]

Zudem pflegt Santa Cruz eine Kooperation mit der portugiesischen Stadt Mira.

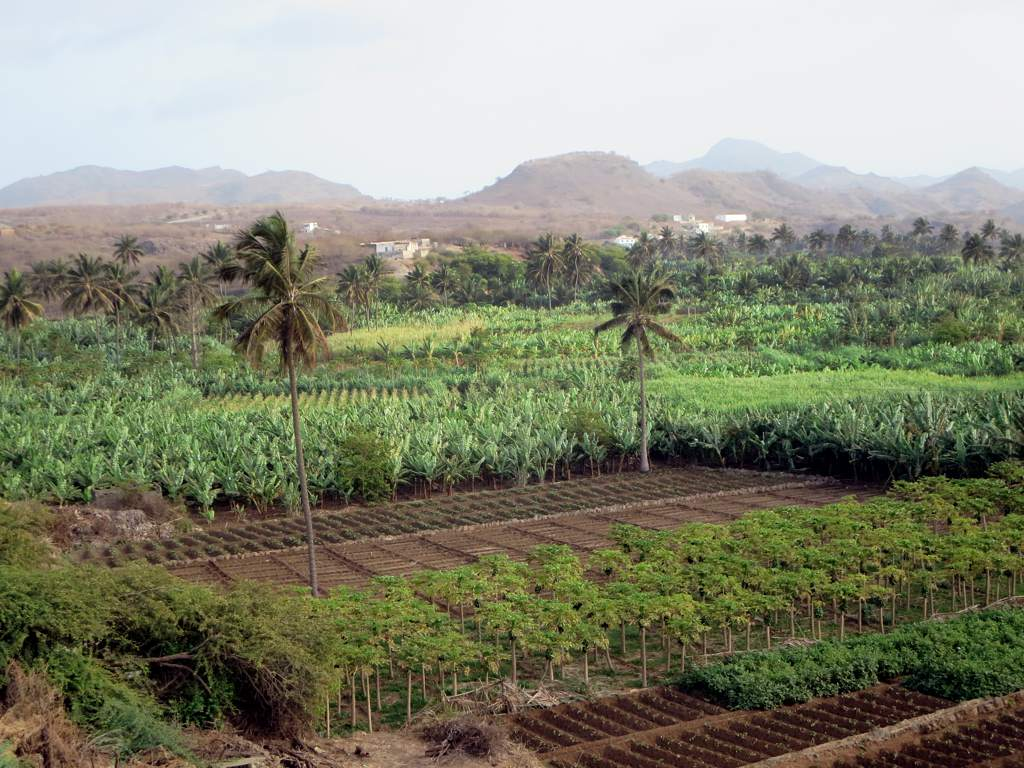
Felder bei Achada Fazenda: Landwirtschaft ist der wichtigste Erwerbszweig im Kreis Santa Cruz.

## Wirtschaft
Der Landkreis Santa Cruz gilt als der am stärksten von Landwirtschaft geprägte Kreis der Insel. Hier werden sowohl auf bewässerten Feldern als auch im Trockenfeldbau Obst und Gemüse ganz überwiegend für den Verbrauch auf der Insel angebaut. Zusammen mit der Fischerei beschäftigt dieser primäre Sektor 45 % der aktiven Erwerbsbevölkerung des Kreises. Von Bedeutung für die Wasserversorgung und die Bewässerung der Felder im Kreis war zunächst vor allem der 2006 eröffnete Staudamm Barragem do Poilão, der vor allem im Kreis São Lourenço dos Órgãos liegt, bevor 2014 der wesentlich größere Staudamm Figueira Gorda im Kreis Santa Cruz eingeweiht wurde. Poilão war der erste, Figueira Gorda der vierte einer Reihe Staudämme, die Kap Verde mit ursprünglich chinesischer, später auch portugiesischer Hilfe zur Milderung des chronischen Wassermangels des Landes bauen ließ.
Der zweitwichtigste Beschäftigungsbereich ist der Dienstleistungssektor, wo neben Verwaltung und Handel besonders der Tourismus zu nennen ist. So gibt es hier viele in den letzten Jahren neugebaute Urlaubsresorts.

## Söhne und Töchter
- Djaniny (* 1991), Fußballspieler
- Ivânia Moreira (* 1993), kapverdische Fußball-Nationalspielerin
- David de Pina (* 1996), Boxer, erster olympischer Medaillengewinner Kap Verdes

Die kapverdische Musikgruppe Bulimundo hat sich in Pedra Badejo gegründet.